# Гакерберг
Гакерберг (нім. Hackerberg) — громада на сході Австрії у федеральній землі Бургенланд.
Входить до складу округу Гюссінг. Населення становить 367 осіб (на 1 січня 2016 року). Займає площу 3,9 км².